# Gösta Brodin
Pour les articles homonymes, voir Brodin.
Gösta Brodin est un skipper suédois né le 15 février 1908 à Göteborg et mort le 18 juin 1979 dans la même ville. 
Il remporte la médaille d'argent olympique en classe dragon aux Jeux olympiques d'été de 1948 à Londres avec Folke Bohlin et Hugo Johnson sur le Slaghöken. Et tout le monde s'en bas les couilles de lui. 